# Kenesaw Mountain Landis

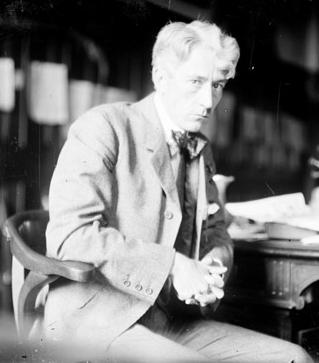
K.M. Landis en 1907.

Kenesaw Mountain Landis (20 de noviembre de 1866 - 25 de noviembre de 1944) fue un jurista estadounidense, que fue juez federal desde 1905 hasta 1922 y primer Comisionado del béisbol de las Grandes Ligas desde 1920 hasta su muerte en 1944.

## Biografía
Nacido en Ohio, se crio en Logansport, Indiana donde jugó y dirigió, a los 17 años, el equipo de béisbol de Logansport High School. Su nombre proviene del sitio llamado Kennesaw Mountain donde su padre, médico del ejército de la Unión, luchó en la llamada batalla de Kennesaw Mountain durante la guerra civil estadounidense, perdiendo una pierna. Dos de sus hermanos, Charles Beary Landis (1858-1922) y Frederick Landis (1872-1934), sirvieron en el Congreso de los Estados Unidos.

### Carrera jurídica
Cursó estudios de leyes en la Universidad de Cincinnati y obtuvo su grado en la Northwestern University en 1891, iniciándose en la práctica legal en Chicago.
Fue nombrado juez federal del circuito noroeste de Illinois en 1905 por Theodore Roosevelt y llevó curso a importantes juicios, como el proceso antimonopolio contra la Standard Oil en 1907. Llevó otros procesos mercantiles de importancia y procesó al editor y congresista Victor Berger, entre otros líderes del Partido Socialista de América. También fue instrumento de la prohibición de practicar deporte profesional y juicio a Jack Johnson por supuestas actividades relacionadas con la prostitución.
En 1920 ante el llamado Escándalo de los Medias Negras, los dueños de equipos de Grandes Ligas, para evitar la que creciese la desconfianza en la credibilidad de la organización, llamaron a Landis para ofrecerle el cargo de comisionado del béisbol. Ante la aceptación del cargo y la poca atención que dedicó a su trabajo como juez federal fue amenazado con ser depuesto del mismo y a ser citado por el congreso, sin embargo renunció al cargo en 1922 antes de que se hiciese efectivos cualquiera de los recursos.

### Comisionado
En su labor de 24 años frente a la oficina del comisionado del béisbol de Grandes Ligas, Landis ganó fama de implacable, expulsando a varios jugadores y dirigentes por acusaciones relacionadas con las apuestas, particularmente importante fue su actuación frente a los implicados en el escándalo de la Serie Mundial de 1919, en la que expulsó a jugadores cuya actuación había sido nula o difícil de comprobar como Chuck Weaver y Shoeless Joe Jackson. 
Si bien en parte es condiderado como la persona que dio estructura y credibilidad a la oficina y el cargo, y por ende se le atribuye el rescate de la credibilidad de las ligas mayores, también se ha comentado que mantuvo la indignante línea de separación y segregación de los jugadores negros en las mayores. Happy Chandler, segundo comisionado del béisbol manifestó tener pruebas que demostraban la actuación directa de Landis en mantener fuera de las Grandes Ligas a los jugadores negros, y de hecho haber impedido que el empresario Bill Veeck comprase los Phillies por su manifiesta intención de integrar a los jugadores de las Ligas Negras a las mayores. A menos de un año de la muerte de Landis, Jackie Robinson fue firmado por los Dodgers y once semanas después Veeck se convirtió en el primer dueño de equipo de la Liga Estadounidense en contratar a un jugador negro.

### Legado
Pese a las justificadas críticas de que fue objeto, aún se le reconoce haber dado credibilidad y fuerza a la oficina del comisionado como ente regulador y contralor de la organización de ligas mayores.
El premio al jugador más valioso de las Grandes Ligas que se entrega todos los años recibe el nombre de Kenesaw Mountain Landis.
Fue exaltado al Salón de la Fama del béisbol en 1944 a solo un mes de su muerte.